# 총각 파티 (드라마)
《총각 파티》는 2001년 1월 12일에 MBC에서 방영한 베스트극장이다.

## 등장 인물

### 주요 인물
- 박광현 : 강지훈 역
- 김현수 : 장희덕 역

### 그 외 인물
- 심양홍 : 지훈의 아버지 역
- 서권순 : 지훈의 어머니 역
- 김애경
- 최상학 : 동만 역 - 지훈의 절친한 친구
- 김영준 : 한수 역 - 지훈의 절친한 친구
- 정신우
- 서춘화
- 백종현
- 조명진
- 한미진
- 문보영
- 박현정
- 송성희
- 이지수
- 김희정 (아역)